# Sân bay quốc tế Licenciado Gustavo Díaz Ordaz
Sân bay quốc tế Licenciado Gustavo Díaz Ordaz(viết tắt Lic. Gustavo Díaz Ordaz International Airport) (IATA: PVR, ICAO: MMPR) là sân bay ở Puerto Vallarta, Jalisco, Mexico. Sân bay phục vụ 2.597.700 hành khách vào năm 2012 và 2.670.800 vào năm 2013.